# Alice Pruvot-Fol
Pour les articles homonymes, voir Pruvot.
Alice Pruvot-Fol, née Fol, est une malacologiste française, née en 1873 et morte en 1972.
Cette spécialiste des mollusques opisthobranches est l’auteur de nombreuses nouvelles espèces, la plupart décrites sur des spécimens préservés. Elle a même décrit une nouvelle espèce (Nembrotha rutilans, Pruvot-Fol, 1931) sur la base d’une illustration tirée du livre de William Saville-Kent (1845-1908), The Great Barrier Reef of Australia.
Elle continue de travailler et de décrire de nouvelles espèces presque jusqu’à sa mort. Elle décrit ainsi, en 1963, à 89 ans, Phyllidia pulitzeri qui s'est avéré être un synonyme de Phyllidia flava Aradas, 1847.
Elle reçoit le prix Gadeau de Kerville de la Société zoologique de France en 1937.

## Quelques genres et espèces décrits
- Aldisa banyulensis Pruvot-Fol, 1951
- Aplysiopsis formosa Pruvot-Fol, 1953
- Atagema gibba Pruvot-Fol, 1951
- Atagema rugosa Pruvot-Fol, 1951
- Camachoaglaja africana (Pruvot-Fol, 1953)
- Cumanotus cuenoti Pruvot-Fol, 1948
- Elysia babai Pruvot-Fol, 1946
- Elysia mercieri (Pruvot-Fol, 1930)
- Facelina dubia (Pruvot-Fol, 1948)
- Felimare fontandraui (Pruvot-Fol, 1951)
- Glossodoris hikuerensis (Pruvot-Fol, 1954)
- Goniobranchus kuniei (Pruvot-Fol, 1930)
- Goniodoridella savignyi Pruvot-Fol, 1933
- Hermaea paucicirra Pruvot-Fol, 1953
- Hypselodoris dollfusi (Pruvot-Fol, 1933)
- Marianina rosea (Pruvot-Fol, 1930)
- Phyllidia bataviae Pruvot-Fol, 1957
- Phyllidiopsis krempfi Pruvot-Fol, 1957
- Trapania Pruvot-Fol, 1931
- Thecacera darwini Pruvot-Fol, 1950
- Thordisa filix Pruvot-Fol, 1951
- Verconia Pruvot-Fol, 1931[2]

## Espèces et genres qui lui ont été dédiés
- Hallaxa apefae Er. Marcus, 1957 (le nom de l’espèce est dérivé de ses initiales APF)
- Pruvotfolia J. Tardy, 1970

## Liste partielle des publications
- 1922. Sur un type nouveau et remarquable de gymnosomes (Laginiopsis n.g.). -- Compt. Rend. hebdom. Séanc. Acad. Sci, 174: 696-698.
- 1924. Étude de quelques gymnosomes méditerranéens des pêches de 'l'Orvet' en 1921 et 1922. -- Arch. Zool. Exp. Gén., 62(6): 345-400, 32 figs, pls 15-16.
- 1925. Contributions à l'étude du genre Janthina Bolten. -- C.R. hebd. Séances Acad. Sci., 181:…
- 1926. Mollusques ptéropodes gymnosomes provenant des campagnes du Prince Albert 1er de Monaco. -- Résultats des Campagnes Scientifiques accomplies sur son yacht par Albert 1er, Prince souverain de Monaco, publiés sous sa direction avec le concours de M. Jules Richard, Docteur ès-sciences, chargé des travaux zoologiques à bord, 70: 1-60, 3 tabs, 102 figs.  (ISBN 2-7260-0083-5)
- 1930. Sur l'identité réelle et la valeur systématique de Micrella dubia Bgh.. -- Bull. Soc. zool. France, 55: 210-213.
- 1932. Note sur quelques gymnosomes de provenances diverses et diagnose d'un genre nouveau. -- Arch. Zool. expér. gén., 74 (vol. jub.): 507-529, 18 figs, pl. 3.
- 1934. Les opisthobranches de Quoy & Gaimard. Appendum 2. Les gymnosomes de Quoy & Gaimard. -- Arch. Mus. Nat. Hist. nat., (6)11: 81.
- 1934. Note malacologique. À propos du tubercule médian du pied des gymnosomes. -- Bull. Soc. zool. France, 59(4): 291-293.
- 1934. Faune et flore de la Méditerranée. Gastropoda-Opisthobranchia-Gymnosomata. -- Comm. Intern. Expl. Sc. Mer Méditerr....
- 1936. Morphologie du pied des mollusques. Ses homologies. -- Verh. schweiz. Naturf. Gesellsch., 117: 327-328.
- 1938. Sur les apparences trompeuses de quelques échantillons de gymnosomes à l'état conservé. -- Journal de Conchyliologie, 82(3): 256-258, figs A-B, pl. 4.
- 1942. Les gymnosomes. -- Dana Rep., 4(20): 1-54, 77 figs.
- 1954. Faune de France no 58 Mollusques Opisthobranches P. Lechevalier Paris France 460p (pdf)
- 1954. Mollusques opisthobranches. Paris, Lechevalier: 1-457, 173 figs, 1 pl.
- 1960. Les organes génitaux des opisthobranches. -- Arch. Zool. expér. gén., 99(2): 135-223, 33 figs.
- 1963. Les ventouses chez les mollusques gastéropodes et plus spécialement chez les gymnosomes. -- Journal de Conchyliologie, 103(1): 3-20, 11 figs.